# Guillaume Cabanac
Guillaume Cabanac, né en 1982, est un professeur des universités en informatique, spécialisé dans la détection automatique de publications scientifiques suspectées de fraude. 

## Biographie
Guillaume Cabanac effectue un DUT d'informatique de gestion et effectue un stage de programmation auprès d'un doctorant de l'Université Paul-Sabatier de Toulouse. Il soutient une thèse sur l’activité d’annotation collective de textes numériques.
Il enseigne l'informatique dans cette même université, et travaille à l’Institut de recherche en informatique de Toulouse depuis septembre 2008.
Il publie en 2015 un article sur Library Genesis, moteur de recherche d'articles scientifiques piratés. L'année suivante, il soutient une habilitation à diriger des recherches intitulée « Interroger le texte scientifique ».
Guillaume Cabanac obtient avec ses collègues un financement du Conseil européen de la recherche en 2021, au sein du projet européen NanoBubbles, afin d'étudier l'évolution des corrections et des actions prises par les éditeurs après la découverte d'articles incriminés. Plusieurs éditeurs scientifiques souhaitent intégrer son système de détection dans leurs outils de sélection de publications.
Il est spécialisé dans la recherche de « phrases torturées » présentes dans les publications, qui transforme par exemple de manière maladroite le terme d'« intelligence artificielle » en « conscience contrefaite ».

## Projets

### Problematic Paper Screener
Avec l’informaticien grenoblois Cyril Labbé et le mathématicien russe travaillant pour Yandex Alexander Magazinov, ils créent le logiciel Problematic Paper Screener. L'outil vise à lister les articles utilisant abondamment de paraphrases et synonymes, afin de contourner la détection du plagiat. Les tournures de phrases illogiques les plus régulièrement utilisées sont listées par une cinquantaine de chercheurs et amateurs, qui en informent Guillaume Cabanac pour qu'elles soient ajoutées dans le système de détection.
En analysant deux fois par semaine les dernières publications scientifiques, via la plateforme Dimensions, l'outil recherche l'utilisation de formulations connues pour être des expressions torturées. Les résultats sont publiquement publiés sur son site. Neuf systèmes de détection permettent d'identifier les expressions torturées, des références problématiques, ou encore des auteurs ayant eu recours à des logiciels de génération de textes, tel que les LLM ou SCIgen.
Les articles suspects sont alors signalés sur le forum PubPeer.org. Ce système a permis d'épingler plus de 14 000 articles, soit trois détections pour 10 000 articles ayant été évalués les pairs. Plusieurs ont été rétractées par leurs éditeurs, mais 80% des articles détectés restent accessibles sans avertissement dans les revues les ayants publiés.

### Feet of Clay Detector
Guillaume Cabanac a développé l'outil « Feet of Clay Detector » (« Détecteur de pieds d’argile »), qui identifie les articles scientifiques ayant de nombreux articles rétractés parmi leurs sources. Ainsi, cet outil propose aux chercheurs un indice de la solidité des fondations sur lesquelles reposent leurs travaux. Certaines publications utilisent des sources déjà invalidées au moment de leur publication initiale, tandis que d'autres références peuvent être rétractées par la suite. Par exemple, l'outil a identifié un article de 2024 sur la détection des maladies par l'examen de l'œil citant 60 % de travaux rétractés,.

## Vie privée
Guillaume Cabanac a trois enfants et est originaire de Martres-Tolosane.

## Prix et distinctions
- La revue Nature le caractérise comme « fin limier de la supercherie », en le plaçant parmi les dix personnes qui ont le plus marqué la science en 2021[1],[12].
- Il est membre junior[13] de la chaire de recherche fondamentale de l’Institut universitaire de France depuis octobre 2022, sur le thème de la « décontamination » de la littérature scientifique[2].
- Il est membre nommé au sein du Conseil scientifique de l'Institut des sciences humaines et sociales du CNRS[1].